# La cruz del diablo (telenovela)
La Cruz del Diablo es la primera telenovela emitida y producida por la cadena Venevisión en el año 1961. Fue protagonizada por Amelia Román, Jorge Félix y América Alonso.

## Reparto
- Amelia Román
- Jorge Félix
- América Alonso
- Lolita Álvarez
- Alberto Álvarez

## Producción
Estrenado pocos días después del lanzamiento oficial de la señal de Venevisión, la telenovela se emitía en el horario de las 7:30pm de lunes a viernes, tenía una duración de 15 minutos y era totalmente en vivo y directo. Fue un gran éxito de la temporada para dicho año.